# Longueuil–Université-de-Sherbrooke (Metro Montreal)

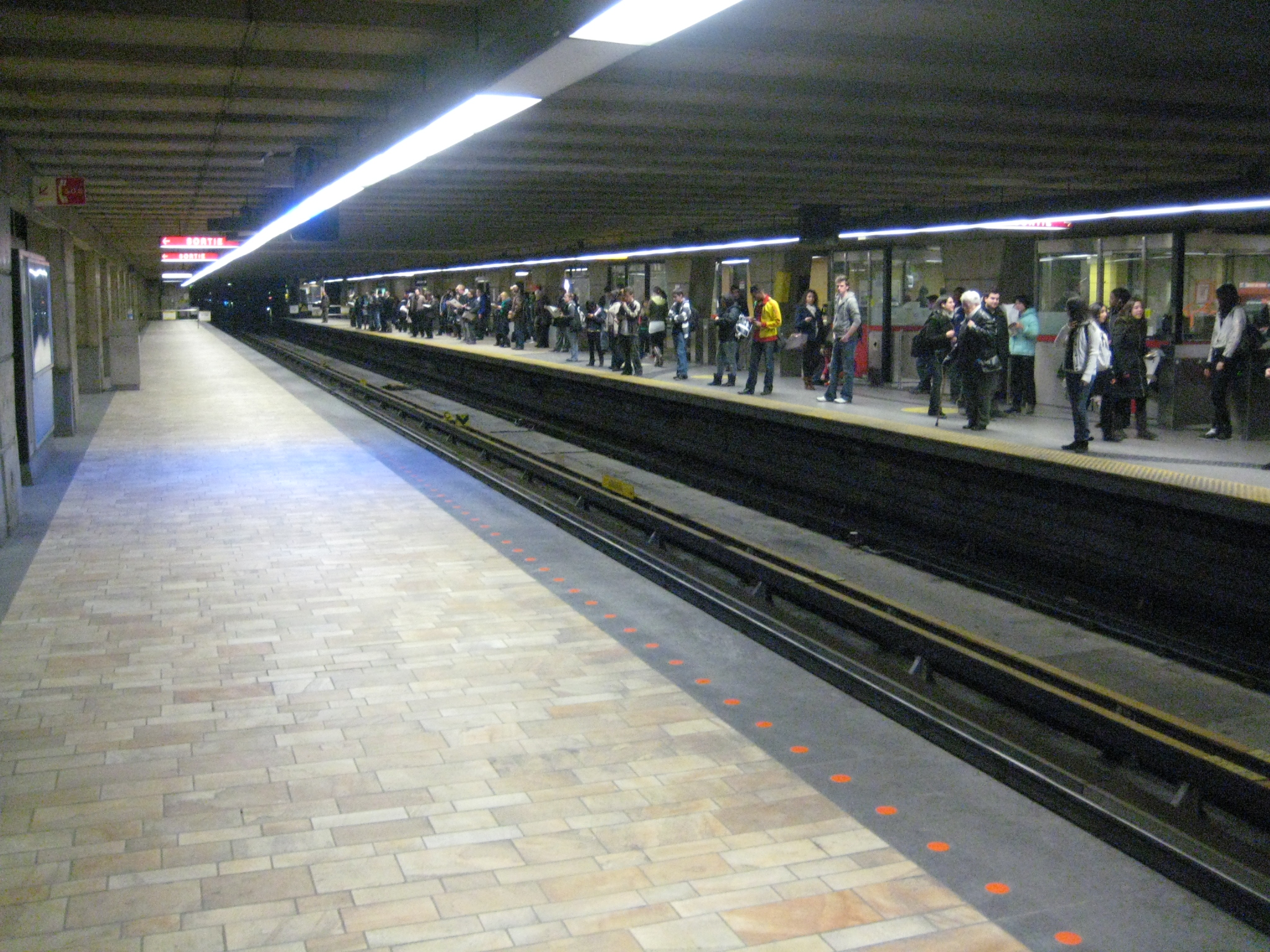
Blick auf die Bahnsteige

Longueuil–Université-de-Sherbrooke ist eine U-Bahn-Station in Longueuil, einem Vorort von Montreal. Sie ist die einzige Metrostation dieser Stadt und die östliche Endstation der gelben Linie 4, die in die Montrealer Innenstadt führt. Im Jahr 2019 nutzten 8.504.353 Fahrgäste die Station, die somit die am fünftmeisten frequentierte der Metro Montreal ist.

## Bauwerk

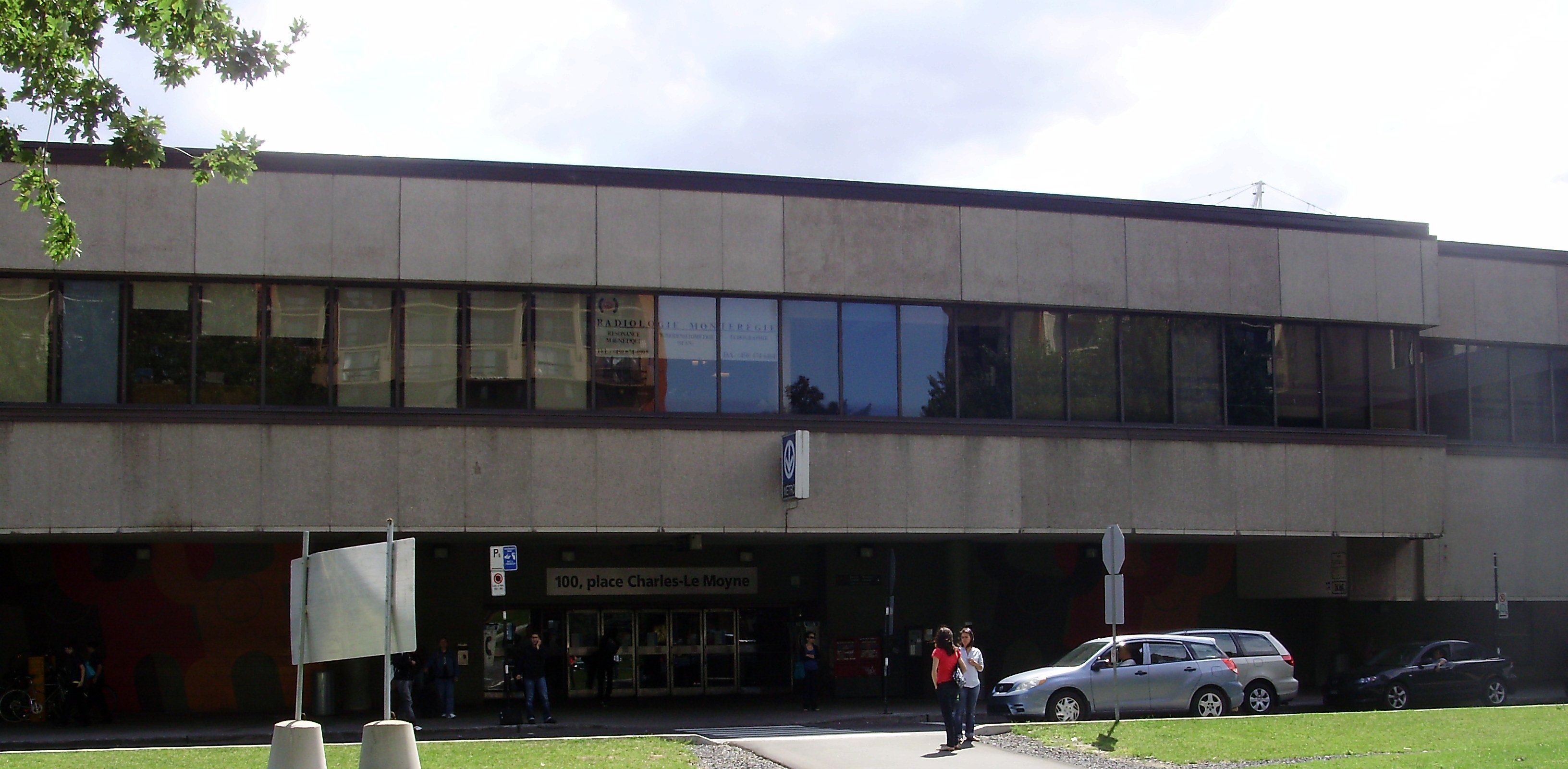
Außenansicht

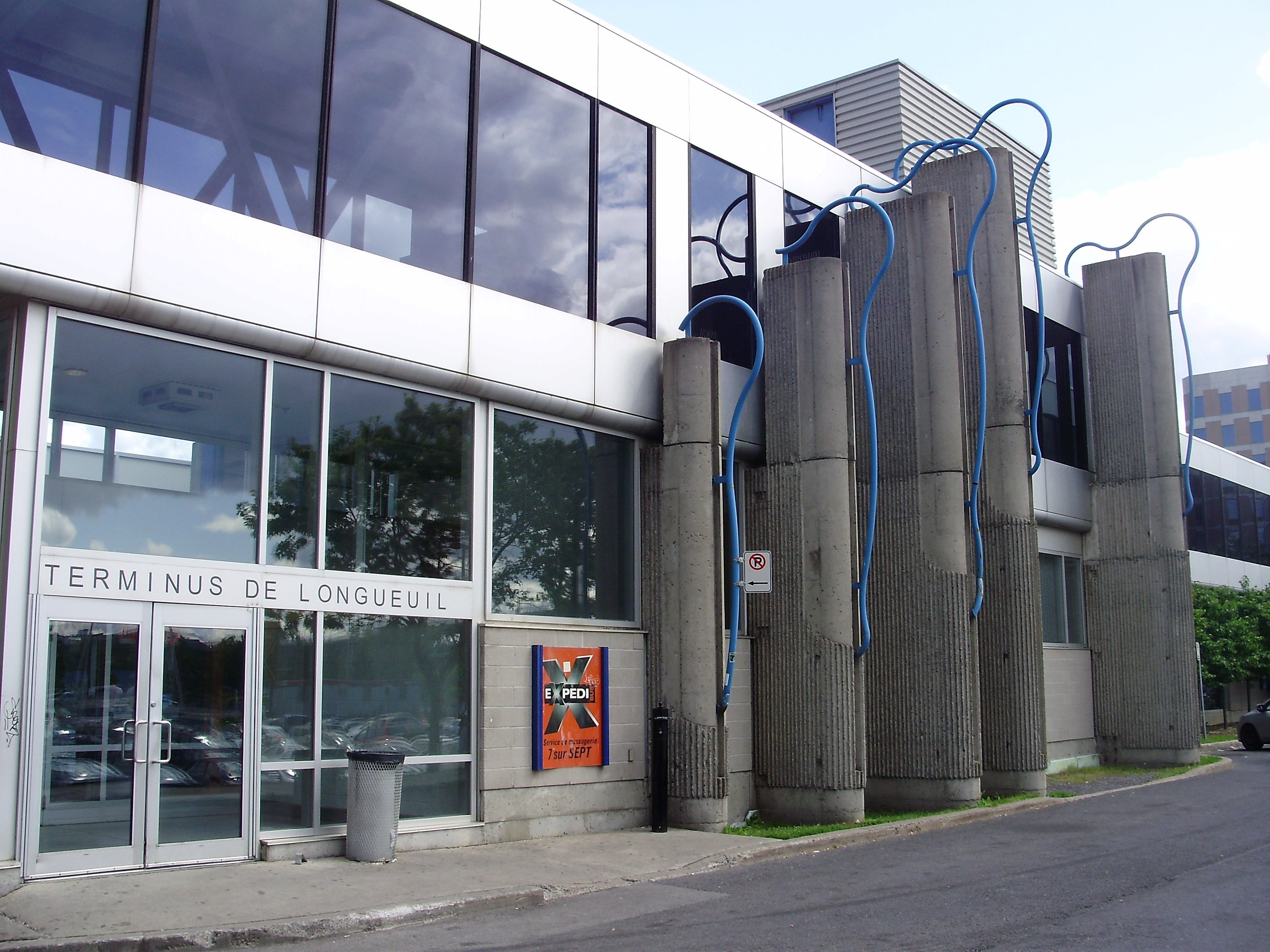
Eingang zum Terminus de Longueuil

Die von Jean Dumontier entworfene und von der Société de transport de Montréal betriebene Station befindet sich südlich des Stadtzentrums von Longueuil, unweit der Pont Jacques-Cartier und der Autoroute 20. Der Zugang zur Station erfolgt über das darüber liegende Einkaufszentrum Place Charles-Lemoyne. Die Bahnsteigebene umfasst zwei Seitenbahnsteige in 4,3 Metern Tiefe. Somit ist Longueuil neben Angrignon die am wenigsten tief gelegene Station der Metro Montreal. Die Entfernung zur benachbarten Station Jean-Drapeau beträgt 1572,10 Meter (von Stationsende zu Stationsanfang gemessen). Im Vergleich zum übrigen Metronetz ist die Architektur, abgesehen von einem abstrakten Wandrelief, wenig ansprechend.
In den Gebäudekomplex aus Einkaufszentrum und Metrostation integriert ist der Busbahnhof Terminus de Longueuil. Er wird von der Verkehrsbehörde Autorité régionale de transport métropolitain betrieben und dient als Endstation von über 70 Buslinien der Gesellschaften Réseau de transport de Longueuil und exo. Diese erschließen die Stadt Longueuil und weitere Gemeinden in der Region Rive-Sud. Hinzu kommen mehrere Fernbuslinien. Zum großen Verkehrsaufkommen der Station trägt auch ein Park-and-ride mit 1770 Parkplätzen bei. Skywalks verbinden den Stationskomplex mit benachbarten Gebäuden. Dazu gehören ein Campus der Université de Sherbrooke, das Gemeindegericht von Longueuil sowie verschiedene Verwaltungsgebäude und Wohnhochhäuser.

## Geschichte
Die Eröffnung der Station erfolgte am 31. März 1967, zusammen mit der gelben Linie nach Montreal. Fast vier Jahrzehnte lang trug sie den Namen Longueuil. Dieser Stadtname leitet sich von Charles le Moyne de Longueuil et de Châteauguay (1626–1685) ab, dem örtlichen Seigneur im 17. Jahrhundert. Am 26. September 2003 erhielt die Station den Zusatz Université-de-Sherbrooke, dies auf Wunsch der Universität, die seit 1989 über einen zweiten Campus in Longueuil verfügt.